# Barfoedov test
Barfoedov test je kvalitativni kemijski test, ki se uporablja za dokazovanje prisotnosti monosaharidov. Metoda temelji na redukciji bakrovega (II) acetata v bakrov (I) oksid (Cu2O), ki daje opečnato rdečo oborino. Z Barfoedovim reagentom reagirajo reducirajoči ogljikovi hidrati (takšni, ki so zmožni delovati kot reducenti in se posledično oksidirati), med katere sodijo vsi monosaharidi, pa tudi nekateri višji ogljikovi hidrati. Barfoedov test je svoje ime dobil po danskem kemiku Christenu Thomsenu Barfoedu, ki je metodo razvil in objavil leta 1873.

## Postopek
Barfoedov reagent vsebuje 0,33-molarno raztopino bakrovega (II) acetata v 1-odstotni raztopini etanojske kisline (CH3COOH). Bakrov (II) acetat je vir bakrovih ionov, ki zagotovijo obarvanost ob pozitivni reakciji, medtem ko je etanojska kislina ključna za zagotavljanje kislega okolja. V izbrani vzorec je treba dodati 2 do 3 kapljice vnaprej pripravljenega Barfoedovega reagenta ter vso raztopino segrevati na vodni kopeli. Zaradi neobstojnosti reagenta se ta običajno pripravlja po potrebi.
Močno kislo (acidno) okolje z nizkim pH je neugodno za reakcije redukcije, zaradi česar monosaharidi kot močni reducenti reagirajo že po preteku ene do dveh minut. Pozitivno reakcijo je mogoče zaznati s pojavom rdeče oborine na spodnjem delu epruvete, na podlagi trajanja do tvorbe oborine pa je mogoče sklepati, ali so v vzorcu zgolj nereducirajoči ogljikovi hidrati (oborine ni), monosaharidi (po približno minuti se pojavi opečnato rdeča oborina) ali reducirajoči disaharidi (rdečkasta oborina se pojavi po pretečenih treh minutah, lahko tudi kasneje). S pomočjo Barfoedovega testa je mogoče ne samo dokazovati monosaharide, ampak tudi kvalitativno razlikovati med monosaharidi in disaharidi.

## Kemizem testa
Reagirajo lahko tudi disaharidi, a je tovrstna reakcija precej počasnejša in običajno traja od 7 do 8 minut (disaharidi namreč najprej hidrolitsko razpadejo na monomere – monosaharide, nakar pride do reakcije). V reakciji se aldehidna skupina (-CHO) monosaharida, ki v običajnih razmerah tvori ciklični hemiacetal, oksidira do karboksilata. Poznanih je več snovi, ki se lahko vključijo v samo reakcijo in preprečijo zanesljivo izvajanje testa (na primer natrijev klorid).
Spodaj je prikazana reakcija, ki se odvije pri Barfoedovemu testu. Ogljikov hidrat (z aldehidno skupino, CHO) reagira z bakrovimi ioni in vodo, nakar nastaja ogljikov hidrat (s karboksilno skupino, COOH), bakrov (I) oksid in vodikovi protoni.
R-CHO + 2 Cu2+ + 2H2O →  R-COOH + Cu2O + 4H+